# Rörvik Timber
Rörvik Timber är ett svenskt träindustriföretag, som via dotterbolag bedrivit omfattande sågverksrörelse i södra Sverige. Det har sitt namn efter samhället Rörvik.
Företaget noterades på Stockholmsbörsen 1997. Det hamnade efter investeringar under 2000-talet i ekonomiska svårigheter 2009 och var i företagsrekonstruktion mars-maj 2009. År 2010 bedrev Rörvik Timber verksamhet vid tio produktionsenheter, varav sju sågverk, en anläggning för tryckimpregnering, ett hyvleri för byggnadslist och en fabrik för stallströ. Årskapaciteten var 950.000 kubikmeter sågade trävaror. Företagets aktier köptes från 2009 och framåt av Meerwind AB/Gunvor Group. Det avnoterades i december 2014.
År 2016 såldes sågarna i Rörvik och Sandsjöfors till ATA Timber. Sågen i Tvärskog avyttrades samma år till den polska trävarukoncernen Andrewex.
År 2017 lades sågverken i Boxholm och Myresjö ned. Fabriksutrustningen köptes av Vida respektive Bergs Timber. Klentimmersågen i Linghem såldes samma år till Holmen.

## Tillverkande enheter
- Rörvik Timber Boxholm, sågverk (nedlagt 2017)
- Rörvik Timber Linghem, klentimmersågverk grundat 1950, med ett integrerat hyvleri, som producerar sågade och hyvlade trävaror för snickeri och konstruktionsändamål (sålt till Holmen Timber 2017)
- Rörvik Timber Myresjö, sågverk (nedlagt 2017)[7][5]
- Rörvik Timber Tranemo, sågverk (sålt 2106 till Vida-gruppen)
- Rörviks sågverk och Sandsjöfors sågverk (sålda till ATA Timber AB 2016)[8]
- Rörvik Timber Tvärskog, sågverk (sålt 2016)
- Nordic Wood Treatment i Tranemo, tryckimpregneringsanläggning
- Burseryds Listfabrik i Burseryd, hyvleri
- Rörvik Swedfore i Landsbro (sedan 2007), strö för lantbruk, stall och fjäderfäproduktion med produktion på basis av kutterspån på Myresjö-sågens område